# Dash (暗号通貨)
Dash（ダッシュ）（英: Dash、旧称: Darkcoin・XCoin）は、ビットコインのソースコードをベースに開発されたオープンソースプロトコルに基づくPeer to Peer型の決済ネットワークおよび暗号通貨である。2015年3月25日に「Darkcoin」から「Dash」に名称が変更された。この名称は「Digital Cash」の混成語である。支払いに主眼を置くユーザーフレンドリーな暗号通貨を目指して開発が行われている。
Dashは、分散型ガバナンスと予算編成システムからなる世界初のDAO（分散型自律組織）とも言われている。
Dashは、ビットコインからのフォークであるが、Proof-of-WorkアルゴリズムにSHA-256を使用するビットコインとは異なり、DashはX11というハッシュアルゴリズムを使用している。ブロックチェーンのブロックの生成は約2.6分毎。ブロック報酬は約4年毎に半減するビットコインとは異なり、210240ブロック毎（約383.25日毎）に14分の1（約7.14%）ずつ削減される。現在予想されるコインの総供給量は最大（後述の予算が全て使い切られた場合）18,921,005 DASHで、供給が完全に停止するのは2477年である。なお、2110年までに総供給量の約99.9%が供給される。公式クライアントソフトウェアはDash CoreでライセンスはMIT License、プログラミング言語はC++である。
Dashの基本的な通貨単位はDASHであり、分割可能な最小単位はduff（複数形: duffs）で、1DASH＝100,000,000duffsである。
Blockchairによると、2019年8月18日現在の推奨送金手数料は1バイトあたり1duffsで、送金手数料の中央値（過去24時間）は約0.09円である。
CoinMarketCapによると、2019年7月1日現在、Dashは15番目に時価総額の高い暗号通貨で、暗号通貨取引所での売買代金は1日あたり約323億円であり、時価総額は約1537億円である。

## 歴史

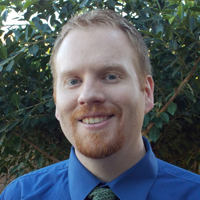
Dashの創始者・Evan Duffield(エヴァン・ダフィールド)

### 名称の変遷

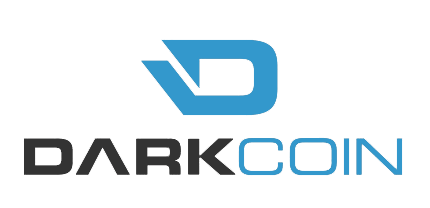
名称がDarkcoinだった時の公式ロゴ

Dashの旧公式ロゴ。2018年5月に現在のロゴに変更された。

DashはもともとXCoin (XCO) という名前で2014年1月18日午後5時50分(UTC)にリリースが発表され、翌日午前3時54分（UTC）に最初のブロックが採掘されたが、XCoinという同名の会社があったため同月28日に名称がDarkcoin (DRK) に変更された。他にはBlackcoin、x11coin等の候補があった。さらに2015年3月25日、DarkcoinはDash (DASH) と改称された。この改称についてDashの創始者であり、当時のリード開発者であったEvan Duffieldは「Darkcoinの目的はダークウェブをサポートすることでは決してありませんでした。ビットコインが初期から抱える諸問題を修正し、信頼が不要(trustless)で分散型、そしてプライバシーを守れる高速の決済プラットフォームを創ることが目的でした。」とIBTimes UKのインタビューに答えている。

### ホワイトペーパーの変遷
2014年3月に公開されたホワイトペーパーには、「Darkcoinはサトシ・ナカモトのビットコインをベースにした最初のプライバシーに主眼を置いた暗号通貨である」という記載がある。その後様々な改良が加えられたことを受け、2018年8月現在のホワイトペーパーでは「支払いに主眼を置いた暗号通貨」を標榜している。

### コードベースの変遷
DashはXCoinとしてリリースされた当初はLitecoin v0.8.6.2のコードベースからのフォークだった。2015年1月のDarkcoin Core v0.11.0のリリースでBitcoin Core v0.9.3のコードベースからのフォークとなった。2017年2月にリリースされたDash Core v0.12.1はRBF(Replace by Fee)が実装される前のBitcoin Core v0.12のコードベースからのフォークである。

### インスタマイン問題
Dash（当時XCoin）はリリース後最初の24時間で、約186万コイン（186万DASH）が採掘された。これはDashの現在の供給量の約20.8%（2019年7月15日現在）にあたる。短時間で大量にコインが採掘されたためこの事象は「インスタマイン」と呼ばれる。Evanは誤った値を使ってブロック報酬を計算しようとして難易度が正しく変換されなかったことが原因であることに気づき、修正をした。修正した後もバグが残っていたためコードを更新しハードフォークを行った。その後もネットワークは巨大なハッシュパワーを持つマイナーの攻撃を受け、当時の難易度調整アルゴリズムであるKimoto’s Gravity Wellの脆弱性を修正したダークグラビティウェーブ（後述）をEvanが考案し攻撃に対処した。問題が解決した後、Evanはインスタマインなしでコインを再開することを提案したが、コミュニティは圧倒的に反対多数だった。その後、彼は最初の分配を広げるためにコインの「エアードロップ」を提案した。コミュニティはこの提案も拒否した。このように、最初の供給はそのままにプロジェクトの開発が続けられた。 
インスタマインが起きた時の開発チームのメンバーはEvanとその友人のKyle Hagan（別名: InternetApe）の2人のみだった。Evanは2017年3月30日にアリゾナ州立大学のSkySong Innovation Centerで開催されたイベント (Dash Open House) で自身のマスターノードの稼働を停止し、所有する25.6万DASHのうち8割をコミュニティのために与える考えであることを表明し、翌月18日にDashの主要な開発チームであるDashコアチームの第一線から退きシニアアドバイザーとなることが発表された。Kyleはリリース後の1週間で16万コイン（16万DASH）を獲得したとされるが、2014年12月までに全てのコインを売却し、プロジェクトへの関与をやめている。約186万コインのうちの大半はBitcointalkでリリースの情報を得た複数のユーザーが採掘したものと推測される。また、リリースから数か月の間コインは暗号通貨取引所において数多く取引され、1ドル以下の極めて低い単価で売買されていた。なお、リリース当初はライトコインのコードをベースにしていたため供給量の上限は8400万コインだった。

## テクノロジー
Dashはビットコインのソースコードをベースにしているが、独自に開発された技術がいくつかある。

### マスターノード
フルノードが無報酬で運営されているビットコインとは異なり、Dashではマスターノードと呼ばれるフルノードの運営にもブロック報酬が与えられる。マスターノードはビットコインのフルノードが担っているブロックのダウンロード・検証・伝達といった役割だけでなく、チェーンロックス、プライベートセンド、インスタントセンド、ガバナンス機能等の役割を担う。マスターノードを稼働するには1,000DASHの所有の証明が必要である。これはシビル攻撃を防ぐためである。1,000DASHは担保とは異なり、どこかに預ける必要も没収されることもなく自由に使うことができるが、使った段階でネットワークから関連するマスターノードが削除される。マスターノードとマイナーはそれぞれブロック報酬の45％を獲得する。マスターノードがネットワークに重要なサービスを提供してブロック報酬を得る仕組みはProof of Service (PoSe) と呼ばれ、マスターノードネットワークはネットワークの第2層(second-tier)とされる。ブロック報酬の残りの10％はDash DAOの予算となる（後述）。
現在、このマスターノードの仕組みを採用する暗号通貨が数多く存在しているが、最初にマスターノードの仕組みを取り入れたのはDashである。

#### LLMQ
LLMQ(Long Living Masternode Quorums)は、マスターノードで構成される長寿命のクォーラム（選抜集団）である。Dash Core v0.14へのアップグレードにより2019年6月から形成され始めた。マスターノードのクォーラム（選抜集団）はこれ以前から存在したが、インスタントセンドトランザクションをロックするために10のマスターノードがトランザクションごとに選抜されるという短命のもので、ECDSA署名をする仕組みだった。
LLMQは、50あるいは400といった数の選抜されたマスターノードが1時間あるいは12時間といった長時間の周期でランダムに再構成されるものである。2019年7月15日現在、4つのタイプのLLMQが存在している。いくつかの役割を持ち、BLS署名方式による閾値署名を実行する。

### チェーンロックス
チェーンロックス(ChainLocks)は、400のマスターノードで構成される「LLMQ_400_60」という名前のLLMQのうち60％のマスターノードが同一の新しいブロックにBLS署名をした場合に他のブロックが拒否される仕組みである。これによりブロックの再編成は不可能となる。この機能によりDashはProof-of-Workを採用する暗号通貨として初めて51%攻撃への極めて高い耐性を獲得した。2019年7月にアクティブ化された。「LLMQ_400_60」は288ブロック毎（約12時間毎）に再構成される。

### プライベートセンド
プライベートセンド(PrivateSend)は、送信元アドレスと送信先アドレスを複数にするCoinJoin形式のトランザクション作成を基にしたプライバシーと交換可能性 (fungibility) を高める送金機能である。2016年6月にDarkSendからプライベートセンドに名称が変更された。複数のマスターノードを介して連鎖的なコインミキシングが行われるのが特徴で、ビットコインのミキシングサービスに見られるような単一のウェブサイトのものとは異なり、分散型で信頼が不要(trustless)なサービスとなっている。この機能は、プライバシー保護に課題を持つビットコインを改善することを目的として開発された。
プライベートセンドを使用するユーザーは、まずDash Coreウォレットに入っているDashを5つの金種（0.001DASH、0.01DASH、0.1DASH、1DASH、10DASHの5金種）に分割し複数の送信元アドレスを作成する。次に、ランダムに選ばれるマスターノードにミキシングをしたいという意思表示をする。他に同様の意思を持つ2名から4名のユーザーがそのマスターノードに集まるとそれらのユーザーの複数の送信元アドレスと複数の送信先（返金先）アドレスを一つにまとめたミキシングトランザクションが作成される。この過程が1ラウンドで、ユーザーは2から16までのラウンド回数を選択できる。ラウンドを重ねるごとに指数関数的に取引履歴の特定が難しくなる。ミキシングは金種ごとに行われる。マスターノードはミキシングに参加したユーザーを識別することはできず、ユーザーのDashを奪うこともできない。
ミキシングを終えたDashを保有するユーザーは取引相手への送金時にプライベートセンドを選択することが可能となる。プライベートセンドを使用する場合は必ず送金元のアドレスが複数となる。通常の送金の場合、受信者は送信者のアドレスの過去の取引履歴を遡ることでDashの使用状況や保有残高を特定または推測することができるが、プライベートセンドの場合、そのような行為は極めて困難である。
プライベートセンドは送金履歴の難読化によりプライバシーと交換可能性を向上させる機能であり、送受信者のアドレスや送金額といったブロックチェーン上の記録はビットコインと同じレベルで公開され、一切秘匿されていないという点でMonero、Zcash等のプライバシー向上技術とは異なる。また、Dash以外の暗号通貨でもビットコインのWasabi Wallet、ビットコインキャッシュのCashShuffleなど中央集権的ではあるが同様の難読化技術を採用するウォレットも存在する。Dashの取引履歴を追跡することはビットコインと同様に可能であるため、AML/CFTプラットフォームを提供するCoinfirmが2016年9月に、BlockchainIntelが2019年7月に、Chainalysisが2020年6月に、それぞれDashをサービスに統合している。
この機能はオプションであるため、監査を受ける必要がある等の理由で取引の透明性を求めるユーザーにも配慮されている。プライベートセンドを使用した場合でもトランザクション自体はブロックチェーンに公開されているため、会計処理をすることは技術的に可能である。また、ブロックチェーン上でプライベートセンドを使ったトランザクションと通常のトランザクションを判別することも可能で、1日あたりのプライベートセンドトランザクション数の統計をとることができる。

### インスタントセンド
インスタントセンド(InstantSend)は、数秒でトランザクションをロックし、決済を完了させるサービスである。2015年2月にInstantXという名称で実装され、2016年6月にインスタントセンドに名称が変更された。ビットコインなどの他のProof-of-Workを採用する暗号通貨では、二重支払の手法を使った詐欺を防止するためにマイナーによる複数の承認を必要とする一方、Dashではマイナーによる承認がなくても送金が覆らない仕組みとなっている。
Dashのコミュニティメンバーが2019年9月に実施したテスト送金によると、トランザクションがロックされるまでの時間は、平均値1.85秒、中央値1.83秒、最短1.45秒、最長4.59秒だった。

#### 従来のインスタントセンド
アップグレードのため2019年7月に非アクティブ化された。
ユーザーがインスタントセンドを選択して取引相手にDashを送信すると、10のマスターノードがランダムに選抜され、その内の6以上のマスターノードがトランザクションを承認し、ロックすることで決済が完了するというものだった。この機能によりDashをマイニングのみで攻撃することは難しくなっていた。ロックされたインスタントセンドトランザクションはネットワークにブロードキャストされ、当該トランザクションを含まないブロックは拒否された。マスターノードによって承認されなかった場合は、トランザクションの検証はマイナーによって行われた。この機能はオプションの機能で、送金手数料が通常送金の10倍かかっていたが、2019年4月にAutomatic InstantSendがアクティブ化したことでインプット（送金元）のアドレスが4以下のトランザクションはすべてインスタントセンドトランザクションとなり、追加の手数料が廃止された。

#### LLMQベースのインスタントセンド
LLMQベースのインスタントセンド(LLMQ-Based InstantSend)は、従来のインスタントセンドを改良・拡張した機能である。2019年7月にアクティブ化された。この機能によりDashのすべてのトランザクションがインスタントセンドトランザクションとなったため、Dashは無条件で即時にファイナリティ（決済完了性）を得られる暗号通貨となった。
50のマスターノードで構成される「LLMQ_50_60」という名前のLLMQのうち60%がメモリプール内に追加されたトランザクションを適格であると判断するとトランザクションがロックされる。これによりマイナーによる承認の制約を受けずにメモリプール内にあるDashを不可逆的かつ連鎖的に送信することが可能となった。「LLMQ_50_60」は、24ブロック毎（約1時間毎）に再構成される。

### スポーク
スポーク (Sporks) は、Dashで独自に生み出されたアップグレード手法である。スポークは「先割れスプーン」の意。このアップグレード手法がハードフォークにもソフトフォークにもあたらないためこの名がつけられた。

#### Dashのアップグレードの流れ
Dashの新しい機能やバージョンはテストネットで広範なテストを受けた後、メインネット上でリリースされる。同時に変更内容とクライアントソフトウェアの更新の必要性がユーザーに告知される。クライアントソフトウェアを更新するユーザーは新しいバージョンを実行するが、十分な割合のネットワーク参加者（通常は80％）がそれを実行するまでアクティブ化されない。新しいバージョンでエラーが発生しても、バージョンアップしたクライアントソフトウェアのブロックはネットワークに拒否されず、意図しないフォークが回避される。アクティブ化するまでに開発チームはエラーに関するデータを収集することができる。ネットワークで新しいバージョンについての十分なコンセンサスが形成され、開発チームが安定性を確認した後、開発チームの複数のメンバーがそれぞれの秘密鍵でネットワークメッセージに署名して新しいバージョンをアクティブ化する。古いバージョンのままのマスターノードはブロック報酬を得られなくなる（SPORK_10の有効化）。

#### 緊急時の非アクティブ化
セキュリティ上の脆弱性が発見された場合等に、特定の機能を無効にするためにスポークを使用することもできる。2017年8月にインスタントセンドに脆弱性が見つかり、スポークによってインスタントセンドが無効にされた。脆弱性は修正され、2017年11月のDash Core 0.12.2のアクティブ化により再び有効になった。

### X11ハッシュアルゴリズム
X11ハッシュアルゴリズムは、Evan Duffieldによって考案されたproof-of-workアルゴリズムである。11種類のハッシュ関数 (blake、bmw、groestl、jh、keccak、skein、luffa、cubehash、shavite、simd、echo) をつなげて1つのハッシュ値を計算する。Dashにおいてマイナーがブロック報酬を得るには、ネットワーク全体に設定された採掘難易度ターゲットを満たすX11アルゴリズムに対して解を見つけなければならない。単一のハッシュ関数のみを採用しているビットコイン等に比べると、11のハッシュ関数を同時に破らなければ攻撃できないため堅牢性が高いという特徴がある。
X11ハッシュアルゴリズムにはASICによるマイニング（採掘）を難しくしマイナーの寡占化を遅らせるという目的もあった。2016年にはX11のASICマイニングが可能となり、現在DashのマイニングはASICによるものが主流となっている。
X11ハッシュアルゴリズムを採用する暗号通貨は多数あるが、Dashはその中で最も高いハッシュレートを持っている。
なお、X11ハッシュアルゴリズムはX11とも呼ばれるX Window Systemとは無関係である。

### ダークグラビティウェーブ
ダークグラビティウェーブ（Dark Gravity Wave、略称：DGW）は、Dashに使用されている採掘難易度調整アルゴリズムである。Kimoto’s Gravity Wellの脆弱性を修正してEvan Duffieldによって作成された。ビットコインでは2,016ブロック（約2週間）ごとに採掘難易度の調整が行われるが、ダークグラビティウェーブを採用するDashでは1ブロック（約2.6分）ごとに採掘難易度が調整される。これにより、ハッシュレートが短時間のうちに激しく変動したとしても、比較的一定間隔でブロックが生成される。2014年5月14日にVersion3.0にアップグレードされている。

## ガバナンスと資金調達
ブロック報酬の10%がDash DAOの予算となるため、毎月コミュニティから予算案が出され、使途を決定する。予算案は5DASHのネットワーク手数料（5DASHは焼却される）を支払えば、誰でも提出することができる。マスターノードの所有者には 、予算案または重要な決定に対する議決権が与えられる。マスターノード一つにつき一票の投票権がある。賛成票から反対票を除いた数がマスターノードの総数の10％以上に達することで予算案は可決される。予算案が可決されると1か月ごとに生成されるスーパーブロックから予算案提出者が指定するアドレスに要求された額が支払われる。2018年11月現在、月間約100万ドル相当のDashが予算として利用可能である。可決された予算案の総額が月間の予算額を上回った場合は、賛成票の多い提案が優先される。逆に下回った場合、予算は内部留保されず、キャリーオーバーされることもない。つまり、予定されているDashの総供給量が減ることとなる。

## Dash DAO内の組織
Dash DAOの予算から継続的に資金を調達するなどして運営されている組織がDash DAO内にいくつか存在する。

### Dashコアグループ
Dashコアグループ (Dash Core Group, Inc.) はDash DAOが法的に所有する企業で、Dashのソースコードの作成・保守・配布、マーケティング・ビジネス開発、カスタマーサポート等を中心的に担っている。会社組織となる前はDashコアチームと呼ばれており、現在でも開発チームとしての立場が強調される際はDashコアチームと呼ばれることがある。デラウェア州でC株式会社として設立され、オフィスはアリゾナ州立大学のSkySong Innovation Centerにある。CEOはRyan Taylor。2018年10月末現在、49名の専任スタッフと9名のパートタイムスタッフが在籍している。同社はスタッフの報酬やマーケティングにかかる費用等を予算案として原則毎月提出し、資金を調達している。利益相反につながる寄付やスポンサーシップに依存していないことが特徴である。

### Dashトラスト
Dashコアグループの全株式を所有しているのはニュージーランドに設立されたDashトラスト (The Dash DAO Irrevocable Trust、Dash DAO撤回不能信託) という撤回不能信託である。委託者はDashコアグループ、受託者はDashトラスト、受益者はマスターノード所有者となる。DashトラストはDashコアグループの役員の人事権を持ち、Dash DAOに帰属する特許や商標等の資産を保有する。マスターノードが投票によってDashコアグループの役員の交代を可決した場合は、Dashトラストがその意思を受け新たな役員を任命する。Dashトラストの役員にあたる6人のプロテクターは毎年マスターノードの投票によって選出される。Dashコアグループの役職員はプロテクターに立候補することができない。このような分権化の仕組みによって、Dashコアグループの役員に権力と財力が集中するのを防いでいる。

## マイニング
他の多くのブロックチェーンと同様に、Dashネットワーク上のトランザクションは、POW（プルーフオブワーク）方式を使用したマイニングとして知られている暗号化方式によって保護されています。 この過程中に、強力なコンピュータープロセッサが、X11ハッシュアルゴリズムによって与えられる数学的に複雑な問題の解決策を探したりします。Dashの創設者であるエヴァン・ダフィールド（Evan Duffield）は、このアルゴリズムを最も安全な11の暗号化技術をもとに開発して、エネルギー消費を削減し、ネットワークの初期段階でDashを最も公平に配布できるようにしました。 単一のアルゴリズムに依存するビットコインと違って、X11は、1つ以上のハッシュ関数に発見できる脆弱点に対する保護を与えるように設計されています。今日のマイニングは、世界中にDashの保護を保証する強力なASICファームを備えた非常に専門的な業界となっています。

## Dashと混同されやすい別の暗号通貨・プロジェクト

### Dashcoin
Dashcoinは、CryptoNoteがベースのBytecoinからフォークして2014年7月5日にスタートした暗号通貨である。proof-of-workアルゴリズムにCryptoNightを採用する。現在は開発が行われていない。Dashとは全く別の暗号通貨である。

### Darkwallet
Darkwalletは、Cody Wilson、Amir Taaki等によって開発されたビットコインのウォレットである。2014年5月にDark Wallet Alphaがリリースされたが、2015年1月のDarkwallet Alpha 8のリリースを最後に開発は行われていない。CoinJoin形式のトランザクションを作成し、プライバシー保護を重視しているという共通点はあるものの、Dashとは全く別のプロジェクトである。